# Distretto di Kitakatsuragi
Il distretto di Kitakatsuragi (北葛城郡, Kitakatsuragi-gun?) è uno dei distretti della prefettura di Nara, in Giappone.
Attualmente fann parte del distretto i comuni di Kanmaki, Kawai, Kōryō e Ōji.
| Controllo di autorità | VIAF (EN) 255850535 · NDL (EN, JA) 00429654 |